# Rhoda Janzen
Rhoda Janzen (* um 1963 in Harvey, North Dakota) ist eine US-amerikanische Schriftstellerin.

## Leben
Rhoda Janzen stammt aus einer russlandmennonitischen Familie in Fresno, Kalifornien. Sie wurde in North Dakota geboren, während ihr Vater dort als Pastor in einer mennonitischen Gemeinde tätig war. Janzen studierte an der Fresno Pacific University, University of Florida (Gainesville), und an der UCLA (University of California, Los Angeles), wo sie ihren Doktortitel erlangte. 1994 und 1997 war sie Poet Laureate dieser Universität.
Rhoda Janzens Gedichte wurden in Poetry, Literary Review, The Yale Review, The Gettysburg Review und The Southern Review veröffentlicht. 2006 publizierte sie ihren Gedichtband Babel’s Stair. Mit ihrem autobiographischen Roman Mennonite in a Little Black Dress. A Memoir of Going Home gelangte sie im Frühling 2010 in die Bestsellerliste der New York Times, wo sie 33 Wochen lang blieb und die Liste zeitweise auch anführte.
Janzen lehrt am Hope College in Holland (Michigan, USA) Kreatives Schreiben und ist dort auch als Rhoda Burton bekannt.

## Auszeichnungen
- 1994: UC California Poet Laureate Award
- 1997: UC California Poet Laureate Award
- 1999: William Butler Yeats National Poetry Competition (Gewinnerin)
- 2000: Wilson National Foundation Fellowship for the Charlotte Newcomb Award
- 2000: Outstanding Graduate Student Award (UCLA)
- 2000: Luckman Fellowship for Innovation and Excellence in Pedagogy (UCLA)
- 2010: Thurber Prize for American Humor (Finalist)

## Werke
- Babel’s Stair. Wordtech Communications, 2006, ISBN 1-933456-52-3 (englisch).
- Mennonite in a Little Black Dress. A Memoir of Going Home. Henry Holt, 2009, ISBN 978-0-8050-8925-7 (englisch).